# Erycibe hollrungii
Erycibe hollrungii är en vindeväxtart som beskrevs av Hoogl. Erycibe hollrungii ingår i släktet Erycibe och familjen vindeväxter. Inga underarter finns listade i Catalogue of Life.